# Termografija
Infracrvena termografija, termalno snimanje, termografsko snimanje, ili termalni video, je tip znanosti infracrvenog snimanja. Termografske kamere opažaju zračenje u infracrvenom pojasu elektromagnetskog spektra (ugrubo 900-14,000 nanometara ili 0.9-14 mikrometara) i stvaraju snimke tog zračenja koje nazivamo termogramima. 
Kako infracrveno zračenje emitiraju sva tijela ovisno o njihovoj temperaturi, prema zakonu zračenja crnog tijela, termografija omogućava „gledanje“ okoline bez vidljivog osvjetljenja. Količina zračenja se povećava s temperaturom, stoga termografija omogućava da vidimo promjene temperature (otuda i ime termografija). Gledani termografskom kamerom, topli predmeti se dobro ističu u odnosu na hladniju pozadinu; ljudi i druge toplokrvne životinje postaju lako vidljivi u odnosu na okoliš, danju i noću. S toga ne čudi da se široka upotreba termografije povijesno veže uz vojsku i uz službe osiguranja.
Pandemija svinjske gripe 2009. drastično je povećala upotrebu termalnog snimanja jer se njime služi osoblje zračnih luka kako bi otkrilo potencijalno zaražene putnike. Termografsko snimanje upotrebljavaju i vatrogasci kako bi vidjeli kroz dim, pronašli ljude, i lokalizirali izvor vatre. Tehničari koji održavaju dalekovode mogu uz pomoć termalnog snimanja vidjeti pregrijavajuće spojeve i dijelove i njihovim popravkom izbjeći opasnosti. Na mjestima gdje je loša termalna izolacija, građevinari mogu vidjeti termalne otiske koji upućuju na gubitke topline, a termografijom se koriste i u svrhu poboljšanja efikasnosti rashladne ili toplinske klimatizacije. Termografske kamere su ugrađene i u neke luksuzne automobile kako bi pomagale vozaču. Neke se fiziološke aktivnosti, naročito reakcije, u ljudi i ostalih toplokrvnih životinja, također mogu biti praćene termografskim kamerama.
Izgled i djelovanje modernih termografskih kamera je često slično videokamerama. Sama mogućnost da korisnik vidi u infracrvenom spektru je tako korisna funkcija da je mogućnost zapisa snimka često opcionalna. Stoga modul za zapisivanje nije uvijek ugrađen.
CCD i CMOS osjetnici korišteni za kamere koje djeluju u vidljivom spektru su osjetljive samo na netermalni dio infracrvenog spektra koji se naziva bliski infracrveni pojas, ali ne do dijela infracrvenog spektra koji se koristi za termalno snimanje (srednjevalno i dugovalno infracrveno zračenje), stoga većina termalnih kamera koristi specijalizirane redove fokusnih ravnina (FPA – Focal Plane Array) koje reagiraju na duže valne duljine. Najučestaliji su tipovi FPA senzora  InSb, InGaAs, HgCdTe i QWIP. Najnovije tehnologije koriste jeftine I nehlađene mikrobolometre. Njihova je rezolucija znatno niža nego kod optičkih kamera, uglavnom 160x120 ili 320x240 piksela, sve do 640x512 kod najskupljih modela. Termografske su kamere mnogo skuplje nego normalne, a najbolji modeli su često zabranjeni za izvoz. Stariji bolometri ili osjetljiviji modeli, poput InSb, zahtijevaju kriogeničko hlađenje, uglavnom minijaturnim Stirlingovim hladnjakom ili tekućim dušikom.

## Toplinska energija
Važno je primijetiti da termalno snimanje prikazuje količinu infracrvene energije koju objekt emitira, transmitira i reflektira. Zbog toga je poprilično teško odrediti točnu temperaturu objekta ovom metodom. 
Stoga je Ulazna Energija = Emitirana Energija + Transmitirana Energija + Reflektirana Energija, pri čemu je Ulazna Energija energetski profil koji vidimo kroz termograf. Emitirana je energija ona koju nastojimo mjeriti, Transmitirana Energija je ona koja prolazi kroz objekt s udaljenog toplinskog izvora, a Reflektirana Energija je količina energije koju reflektira površina objekta s udaljenog toplinskog izvora.
Ako objekt zrači više topline nego njegova okolina, onda će toplinski tok ići od toplijeg tijela prema hladnijem prema principima Drugog Zakona Termodinamike. Stoga, ako postoji hladno područje u termogramu, taj će objekt apsorbirati energiju koju emitira topli objekt. Sposobnost oba tijela da emitiraju ili apsorbiraju se naziva emisivnost (vidi ispod). Na otvorenom je u obzir potrebno uzeti i konvektivno djelovanje vjetra ako želimo doći do preciznih temperaturnih mjerenja.
Termografska kamera koristi niz matematičkih algoritama. Kako kamera može vidjeti samo elektromagnetsko zračenje koje se ne može vidjeti ljudskim okom, izgradit će sliku u opažaču i zatim zapisati vidljivu sliku, uglavnom u JPG formatu. Kako bi se izvela uloga nekontaktnog temperaturnog snimača, promijenit će se temperatura gledanog objekta namještanjem faktora emisivnosti. Mogu se koristiti drugi algoritmi kako bi utjecali na mjerenje, uključujući transmisijsku sposobnost transmisijskog medija (uglavnom zraka), temperaturu transmisijskog medija i druge. Sve će ove postavke utjecati na izlaznu temperaturu promatranog objekta. 
Sve ovo čini termografsku kameru odličnim alatom za održavanje električnih i mehaničkih sustava u industriji i trgovini. Koristeći postavke kamere, pažljivim hvatanjem snimka, električni sustavi se mogu skenirati, a problemi pronaći. 
U području uštede energije, termografska kamera može učiniti još više. Zbog njenje sposobnosti da vidi temperaturu zračenja tijela, kao i prema kojem tijelu zrači, produkt radijacije se može izračunati koristeći Stephan-Boltzmannovu konstantu.

## Emisivnost
Emisivnost ili faktor emisivnosti je pojam koji predstavlja sposobnost materijala da emitira toplinsko zračenje. Svaki materijal ima drugu emisivnost, a određivanje točne emisivnosti nekog materijala je poprilično teško. Emisivnost materijala se kreće od 0,00 (ništa ne emitira) do 1,00 (potpuno emitira); emisivnost se često mijenja s temperaturom. Crno tijelo je teoretsko tijelo koje zrači Infracrvene Zrake pri svojoj kontaktnoj temperaturi. Ako termopar na izvoru koji se ponaša kao Crno Tijelo očitava 50 stupnjeva Celzijusovih, zračenje koje emitira Crno Tijelo će također biti 50 stupnjeva Celzijusovih. Stoga, Crno Tijelo ima emisivnost 1.
Kako ne postoji takvo tijelo kao Crno Tijelo, infracrveno zračenje će biti niže temperature nego što je kontaktna temperatura. Emisivnost infracrvenog zračenja je stoga kvocijent temperature zračenja i kontaktne temperature. 
Tablica emisivnosti mnogih materijala i temperatura na koje se to odnosi se može naći na ovoj poveznici.
Primijetit ćete da neki objekti imaju drugačije emisivnosti u dugovalnom području nego u srednjevalnom. Emisivnost se također mijenja i s temperaturom.
Da bi se napravilo temperaturno mjerenje tijela, termografer će provjeriti tablicu emisivnosti kako bi odabrao emisivnost objekta koju zatim unosi u kameru. Algoritmi termografske kamere će ispraviti temperaturu na temelju faktora emisivnosti i izračunati temperaturu bližu stvarnoj kontaktnoj temperaturi objekta.
Termografer će pokušati testirati emisivnost promatranog objekta ako je moguće. To je preciznije nego što je određivanje pomoću tablice. Uobičajena je metoda da se materijal poznate, visoke emisivnosti stavi u kontakt s površinom objekta. Očitanje temperature se zatim može uzeti od objekta, s faktorom emisivnosti namještenim na vrijednost testnog materijala. Zatim se termograf uperi u dio objekta na kojem nema testnog materijala i opet se očitava temperatura. Emisivnost namješta sve dok uređaj ne pokaže istu temperaturu kao u prethodnom slučaju. Ovo, naravno, daje mnogo precizniji faktor emisivnosti. Ipak, postoje mnogi trenuci kada se ne može koristiti ova metoda, primjerice u opasnim uvjetima ili ako je objekt nepristupačan, u kojima ovisimo isključivo o tablicama.

## Razlika između infracrvenog filma i termografije
Infracrveni film je osjetljiv na infracrveno zračenje između 250°C i 500°C, dok je raspon termografa -50°C do preko 2,000°C. Znači, da bi infracrveni film nešto prikazao, to nešto mora biti na temperaturi preko 250 stupnjeva Celzijusovih ili reflektirati infracrvenu radijaciju s nečega što je barem toliko toplo. Uređaji za noćni vid prikazuju sliku bliskog infracrvenog zračenja i vide u potpunom mraku. Postoje i uređaji koji samo pojačavaju okolno osvjetljenje.

## Pasivna nasuprot aktivne termografije
Sva tijela iznad apsolutne nule emitiraju infracrveno zračenje. Stoga je dobar način za mjerenje toplinskih varijacija korištenje uređaja za infracrveno viđenje.
Kod pasivne termografije, dijelovi koji nas zanimaju su prirodno na višoj ili nižoj temperaturi od pozadine. Pasivna termografija ima mnoge primjene kao što su nadzor ljudi i medicinska dijagnoza. U aktivnoj je termografiji s druge strane, potreban je energetski izvor da bi napravio termalni kontrast između predmeta promatranja i pozadine. Aktivni je pristup potreban u mnogim slučajevima kad su predmeti promatranja u ravnoteži s okolinom.

## Prednosti termografije
- Prikazuje vidljivu sliku tako da se mogu usporediti temperature na velikoj površini.
- Sposobna je hvatati mete u kretanju u realnom vremenu.
- Može se koristiti za mjerenja nepristupačnih i opasnih mjesta.
- Može se koristiti da se nađe defekte u metalnim dijelovima.
- Može se koristiti za bolji vid u mračnim područjima.

## Ograničenja i mane termografije
- Termalne kamere su skupe.
- Snimci se teško interpretiraju kad se radi o objektima s nehomogenim temperaturama.
- Precizna mjerenja ometa nejednolika emisivnost i refleksije od drugih površina.
- Većina kamera ima ±2% preciznosti ili gore i nisu precizne kao kontaktne metode.
- Mogu direktno opažati samo površinsku temperaturu.

## Upotrebe
- Praćenje stanja uređaja
- Medicinske slike
- Infracrvena mamografija
- Veterinarska medicina
- Noćni vid
- Istraživanja
- Kontrola procesa
- Nerazorna ispitivanja
- Nadzor
- Kemijski inženjering
- Vulkanologija

## Vanjske poveznice
- [neaktivna poveznica]
- Energetski Institut Hrvoje Požar
- Learn more about thermal imaging from Fluke  Arhivirana inačica izvorne stranice od 18. lipnja 2009. (Wayback Machine)
- IrInfo.org, online resource for infrared thermography
- Physical basics  Arhivirana inačica izvorne stranice od 2. ožujka 2018. (Wayback Machine)
- various examples of thermographic images
- Uncooled Thermal Imaging  Arhivirana inačica izvorne stranice od 30. rujna 2007. (Wayback Machine)
- Some uses of thermographic images in medicine
- Some uses of thermographic images in electronics  Arhivirana inačica izvorne stranice od 18. veljače 2008. (Wayback Machine)
- Canada Research Chair in Multipolar Infrared Vision — MiViM
- Thermographic images in active volcanoes surveillance system — TIIMNet project Vesuvius and Solfatara INGV Naples Italy  Arhivirana inačica izvorne stranice od 10. srpnja 2012. (Wayback Machine)
- Thermographic images in active volcanoes surveillance system — TIIMNet project equipment details  Arhivirana inačica izvorne stranice od 7. siječnja 2009. (Wayback Machine)
- Medical Infrared Imaging — Online resource for medical imaging including images, news, and discussion  Arhivirana inačica izvorne stranice od 17. rujna 2009. (Wayback Machine)
- Infra Red Services in Western Australia
- Infrared Medical Solutions — The application of thermography in early stage breast cancer risk assessment.  Arhivirana inačica izvorne stranice od 13. listopada 2009. (Wayback Machine)
- Infrared Building Inspections — Resources for Electrical, Mechanical, Residential and Commercial Infrared/Thermal Inspections  Arhivirana inačica izvorne stranice od 6. kolovoza 2018. (Wayback Machine)